# ZE:A
ZE:A (hangul: 제아), znani również jako Children of Empire (hangul: 제국의 아이들) – południowokoreański boysband z wytwórni Star Empire Entertainment powstały w 2010 roku. Grupa składa się z dziewięciu członków: Kevin, Kwanghee, Siwan, Lee Hoo, Taeheon, Heechul, Minwoo, Hyungsik i Dongjun. Po raz pierwszy wystąpiła w kwietniu 2009 roku, w programie Mnet Office Reality, gdzie zobaczyć było można przygotowania do ich debiutu. Swój debiutancki singel „Mazeltov” ukazał się 7 stycznia 2010 roku, a w grudniu 2010 roku zadebiutowali w Japonii z piosenką „Love☆Letter”. Ich oficjalny fanclub to ZE:A’S (ZE:A’STYLE).
12 kwietnia Star Empire Entertainment wydało oficjalne oświadczenie potwierdzające, że zespół nie zostanie rozwiązany, ale członkowie skoncentrują się na solowej karierze, a grupa wznowi działalność, gdy nadejdzie odpowiedni czas.

## Historia

### Przed debiutem
Wszyscy członkowie przygotowywali się do debiutu przez 3 lata, z wyjątkiem lidera – Mun Jun-young, który przygotowywał się 5 lat. Po raz pierwszy pojawili się pod nazwą Children of Empire w programie Office Reality. Wystąpili też w dokumentalnym show Star Empire, a następnie w ich własnym show Empire Kids Returns, który pokazywał treningi i występy chłopaków.

### 2010: Debiut,Nativity,Leap For Detonation,Level Uptrasa koncertowa i japoński debiut
7 stycznia 2010 ZE:A wydali swój debiutancki singel fizyczny Nativity, który promowała piosenka pt. „Mazeltov”. Grupa od razu zwróciła na siebie uwagę, zajmując 1. miejsce na listach Album Chart i Artist Chart portalu Daum.
Ich drugi singel, Leap For Detonation, ukazał się 25 marca 2010 roku. Główny utwór z płyty, „All Day Long” (kor. 하루종일 Halujong-il), został wyprodukowany przez Brave Brothers. Zespół wydał teledysk oraz krótką muzyczną dramę do piosenki, przedstawiającą Dongjuna jako aktora, a także Park Min-ha z Nine Muses. Trzeci singel grupy, Level Up, został wydany cyfrowo 8 lipca 2010 roku. W czerwcu ogłoszono oficjalną nazwę fanclubu – ZE:A’S (także ZE:A STYLE).
Pod koniec lipca, ZE:A rozpoczęli promującą zespół trasę azjatycką, zatrzymując się w Tajlandii, Tajwanie, Singapurze, Malezji i wielu innych miejscach.
22 września 2010 roku zadebiutowali w Japonii wydając debiutancki album japoński ZE:A!. Uplasował się on na 15. miejscu listy Oricon Weekly Album Chart. 21 grudnia 2010 roku ZE:A wydali pierwszy japoński singel Love Letter (jap. ラヴ☆レター), który uplasował się na 9 miejscu listy Oricon Weekly Singles Chart.

### 2011:LovabilityiExciting
16 stycznia 2011 Sankei Sports ogłosiło, że ZE:A zagrają w japońsko-koreańskim filmie RONIN POP.
Grupa wydała swój pierwszy koreański album studyjny, Lovability, 17 marca 2011 roku z głównym singlem „Here I Am”. Działania promocyjne dla albumu zostały skrócone ze względu na to, że piosenka „Be My Girl”, została uznana za nieodpowiednią dla nieletnich. 16 marca przedstawiciel Star Empire poinformował, że grupa przeznaczy część zysków z trasy z pierwszej połowy 2011 roku, aby pomóc po trzęsieniu ziemi i tsunami u wybrzeży Honsiu w 2011 roku.
Pod koniec czerwca Star Empire ogłosiło, że zespół wyda latem singel. Podczas kręcenia zdjęć do Exciting na wyspie Czedżu, Hyungsik i Dongjun wypadli z jachtu. Hyungsik został uratowany przez Dongjuna i menadżera grupy, wychodząc z tego jedynie z lekką kontuzją kostki. Singel ukazał się 8 lipca, głównym utworem z płyty był „Watch Out!!”, a zespół wystąpił w programie Music Bank. Tego samego dnia zespół zajął pierwsze miejsce na wykresie sprzedaży albumów w czasie rzeczywistym na Hanteo.
Drugi japoński singel Daily Daily ukazał się 22 listopada.

### 2012:Spectacular,PHOENIX
Podczas krótkiej przerwy niektórzy członkowie ZE:A wystąpili w różnych serialach i programach rozrywkowych, m.in. Siwan zagrał w serialu historycznym Haeleul pum-eun dal.
Comeback zespołu został zapowiedziany na 21 czerwca 2012 roku, ale w maju Star Imperium Entertainment ogłosiła, że zostanie przełożony z powodu urazu prawej kostki Jun-younga.
Później ogłoszono, że Min-woo będzie częścią grupy razem z dwoma japońskimi artystami, Nikaido Hayato (z zespołu Alpha) i aktorem Sasake Yoshihide. Grupa nazywała się 3Peace Lovers, a ich pierwszy singel „Virtual Love” ukazał się 26 czerwca 2012 roku.
Drugi album studyjny, pt. Spectacular, ukazał się 4 lipca 2012 roku z głównym singlem „Aftermath”. Album osiągnął 3. pozycję na liście Gaon Album Chart.
W sierpniu potwierdzono udział Kwanghee w programie We Got Married razem z Sunhwą z zespołu Secret.
26 sierpnia ukazał się czwarty singel PHOENIX. Kolejny cyfrowy singel „Beautiful Lady” (kor. 아리따운 걸) promowany był jako specjalny prezent dla ZE:A'S, ukazał się 7 grudnia. Teledysk do utworu został wydany tego samego dnia.

### 2013–2014:IllusioniFIRST HOMME
Pierwszy minialbum zespołu, Illusion, ukazał się 8 sierpnia 2013 roku z głównym singlem „Ghost of Wind” (kor. 바람의 유령).
Hyungsik został obsadzony w roli Jo Myung-soo w serialu Sangsokjadeul. Minwoo zagrał w japońskim musicalu Summer Snow. 23 listopada odbył się pierwszy koncert Illusionist w Korei.
Drugi minialbum ZE:A, pt. FIRST HOMME, ukazał się 2 czerwca 2014 roku z głównym singlem „Breathe” (kor. 숨소리). Grupa po raz pierwszy wykonała utwór 5 czerwca w programie M Countdown. Płytę promowała także piosenka „St:Dagger” (kor. 비틀비틀). 22 sierpnia 2014 roku, lider ZE:A Junyoung ogłosił podczas spotkania z fanami „ZE:A's Day”, że oficjalnie będzie występować pod pseudonimem Lee Hoo (kor. 이후).
22 sierpnia Star Empire Entertainment zapowiedziała powstanie grupy Nasty Nasty, w której skład weszli Kevin z ZE:A oraz Kyungri i Sojin z Nine Muses. Grupa zadebiutowała 3 września 2014 roku wydając singel KNOCK.

### 2015–2017: Kompilacja i przerwa w aktywności
15 września 2015 roku Minwoo rozpoczął służbę wojskową jako żołnierz, a Taeheon zaciągnął się 7 grudnia 2015 roku.
Pierwsza kompilacja zespołu, zatytułowana Continue, została wydana 18 września 2015 roku. Składa się z 28 utworów.
18 kwietnia Kwanghee dołączył do obsady w programie Infinite Challenge. Opuścił program w marcu 2017 roku, aby odbyć obowiązkową służbę wojskową.
9 lutego 2017 roku pojawiło się błędne doniesienie, że zespół zostanie rozwiązany. Jednakże 12 kwietnia Star Empire Entertainment wydało oficjalne oświadczenie potwierdzające, że zespół nie zostanie rozwiązany, ale członkowie skoncentrują się na solowej karierze, a grupa wznowi działalność, gdy nadejdzie odpowiedni czas.

## Członkowie zespołu
| Pseudonim   | Pseudonim | Prawdziwe imię  | Prawdziwe imię | Data urodzenia    | Pozycja                                  |
| Latynizacja | Hangul    | Latynizacja     | Hangul         | Data urodzenia    | Pozycja                                  |
| ----------- | --------- | --------------- | -------------- | ----------------- | ---------------------------------------- |
| Kevin       | 케빈      | Kim Ji-yeop     | 김지엽         | 23 lutego 1988    | Główny wokalista, raper, tancerz         |
| Kwanghee    | 광희      | Hwang Kwan-ghee | 황광희         | 25 sierpnia 1988  | Wokalista, tancerz                       |
| Siwan       | 시완      | Im Si-wan       | 임시완         | 1 grudnia 1988    | Wokalista, tancerz                       |
| Junyoung    | 준영      | Moon Jun-young  | 문준영         | 9 lutego 1989     | Lider, wokalista, tancerz                |
| Taeheon     | 태헌      | Kim Tae-heon    | 김태헌         | 18 czerwca 1989   | Główny raper, tancerz                    |
| Heechul     | 희철      | Jung Hee-chul   | 정희철         | 9 grudnia 1989    | Główny raper, tancerz                    |
| Minwoo      | 민우      | Ha Min-woo      | 하민우         | 6 września 1990   | Główny tancerz, wokalista, raper         |
| Hyungsik    | 형식      | Park Hyung-sik  | 박형식         | 16 listopada 1991 | Główny wokalista, tancerz                |
| Dongjun     | 동준      | Kim Dong-jun    | 김동준         | 11 lutego 1992    | Maknae, główny wokalista, główny tancerz |

## Podgrupy
- ZE:A Five (Siwan, Hyungsik, Kevin, Minwoo & Dongjun)
- ZE:A 4U (Kwanghee, Junyoung, Taeheon & Heechul)
- ZE:A J (Kevin, Taeheon, Heechul, Minwoo & Dongjun)

## Dyskografia
| Albumy studyjne - Lovability (2011) - Spectacular (2012) Best Album - Continue (2015) Minialbumy - Illusion (2013) - First Homme (2014) Single CD - Nativity (2010) - Leap For Detonation (2010) - Exciting (2011) - Phoenix (2012) | Albumy - ZE:A! (2010; best album) - Here I Am (2011; EP) - Watch Out!! ~Netsuai chūihō~ (jap. Watch Out!!～熱愛注意報～) (2011; EP) - RONIN POP Original Soundtrack (2011; ścieżka dźwiękowa) - PHOENIX (2012) - Illusion (2013; EP) Single - Love☆Letter (2010) - Daily Daily (2011) - D.D.Dance (2012) |